# Tswanaland
Tswanaland era un bantustan de l'antiga Namíbia, Tenia una extensió de 1.554 km² i una població de 10.000 habitants fou establida a la regió oriental d'Aminuis, fronterera amb Botswana per al grup de tswana que hi vivien. Tot i que es va decidir la seva creació el 1964, el 1975 fou abolit i es va tornar a crear el 1979. Fou definitivament abolit el 1989.